# Közép-Dunántúl
A Közép-Dunántúl régió (becenevén: királyi régió, németül: Mitteltransdanubien) a nyolc magyarországi statisztikai régió egyike. Három vármegye, Komárom-Esztergom, Fejér és Veszprém alkotja, központja Székesfehérvár. A régió legnagyobb területű települése Sárbogárd, a legkisebb Újbarok, a legnagyobb népességű Székesfehérvár, a legkisebb népességű pedig Megyer.
A régiót alkotó megyék közül mindhárom kiemelt szerepet töltött be a magyar történelemben: a régióközpont, a királyok városaként emlegetett Székesfehérvár a Komárom-Esztergom vármegyei Esztergommal együtt az ország első fővárosai voltak; előbbi város több mint ötszáz éven keresztül koronázóváros és királyi székhely volt, utóbbi a mai napig a magyar katolikus egyház központja. Veszprém városra a királynék városaként szokás hivatkozni. Mindezek mellett mindhárom város püspöki illetve érseki székhely.
A Közép-Dunántúl az ország harmadik legfejlettebb régiója, megyéi közül Fejér vármegye az ország legfejlettebb megyéje, az egész régió gazdaságának motorja. A régióközpont az ország gazdaságának egyik legnagyobb csomópontja, emellett közlekedésföldrajzi szempontból az egész Dunántúl központja.
Népessége körülbelül 1,1 millió fő, területe 11 237 km², népsűrűsége pedig közel 100 fő/km², ezzel a nyolc magyarországi régió közül a hatodik legnépesebb, az ötödik legnagyobb és a harmadik legsűrűbben lakott régió.
A Közép-Dunántúl kifejezés a statisztikai régión kívül fedheti a Közép-Dunántúlt, mint régióegységet a Dunántúlon, a turisztikai régión belül is. A turisztikai régió és a statisztikai régió területe nagyrészt megegyezik, annyi különbséggel, hogy határa valamivel nyugatabbra van, a Balaton környékét nem fedi, valamint Esztergom és környéke a Budapest–Közép-Duna-vidék turisztikai régióhoz tartozik.

## Közigazgatás
A régió járásai:
Fejér vármegye
- Bicskei járás
- Dunaújvárosi járás
- Enyingi járás
- Gárdonyi járás
- Martonvásári járás
- Móri járás
- Sárbogárdi járás
- Székesfehérvári járás

Komárom-Esztergom vármegye
- Esztergomi járás
- Kisbéri járás
- Komáromi járás
- Oroszlányi járás
- Tatabányai járás
- Tatai járás

Veszprém vármegye
- Ajkai járás
- Balatonalmádi járás
- Balatonfüredi járás
- Devecseri járás
- Pápai járás
- Sümegi járás
- Tapolcai járás
- Várpalotai járás
- Veszprémi járás
- Zirci járás

## Legnépesebb települések
| Város          | Lélekszám                     |
| -------------- | ----------------------------- |
| Székesfehérvár | 96 024 fő (2024. jan. 1.) +/- |
| Tatabánya      | 65 861 fő (2024. jan. 1.) +/- |
| Veszprém       | 56 029 fő (2024. jan. 1.) +/- |
| Dunaújváros    | 41 394 fő (2024. jan. 1.) +/- |
| Pápa           | 28 549 fő (2024. jan. 1.) +/- |
| Esztergom      | 28 642 fő (2024. jan. 1.) +/- |
| Ajka           | 26 408 fő (2024. jan. 1.) +/- |
| Tata           | 23 549 fő (2024. jan. 1.) +/- |
| Várpalota      | 19 395 fő (2024. jan. 1.) +/- |
| Komárom        | 20 391 fő (2024. jan. 1.) +/- |

## Népesség
- Lakosság: 1 103 132 (2009)
- 0-14 éves korig terjedő lakosság: 15%
- 15-64 éves korig terjedő lakosság: 69%
- 65-X éves korig terjedő lakosság: 16%
- A KSH adatai alapján.

## Turizmus

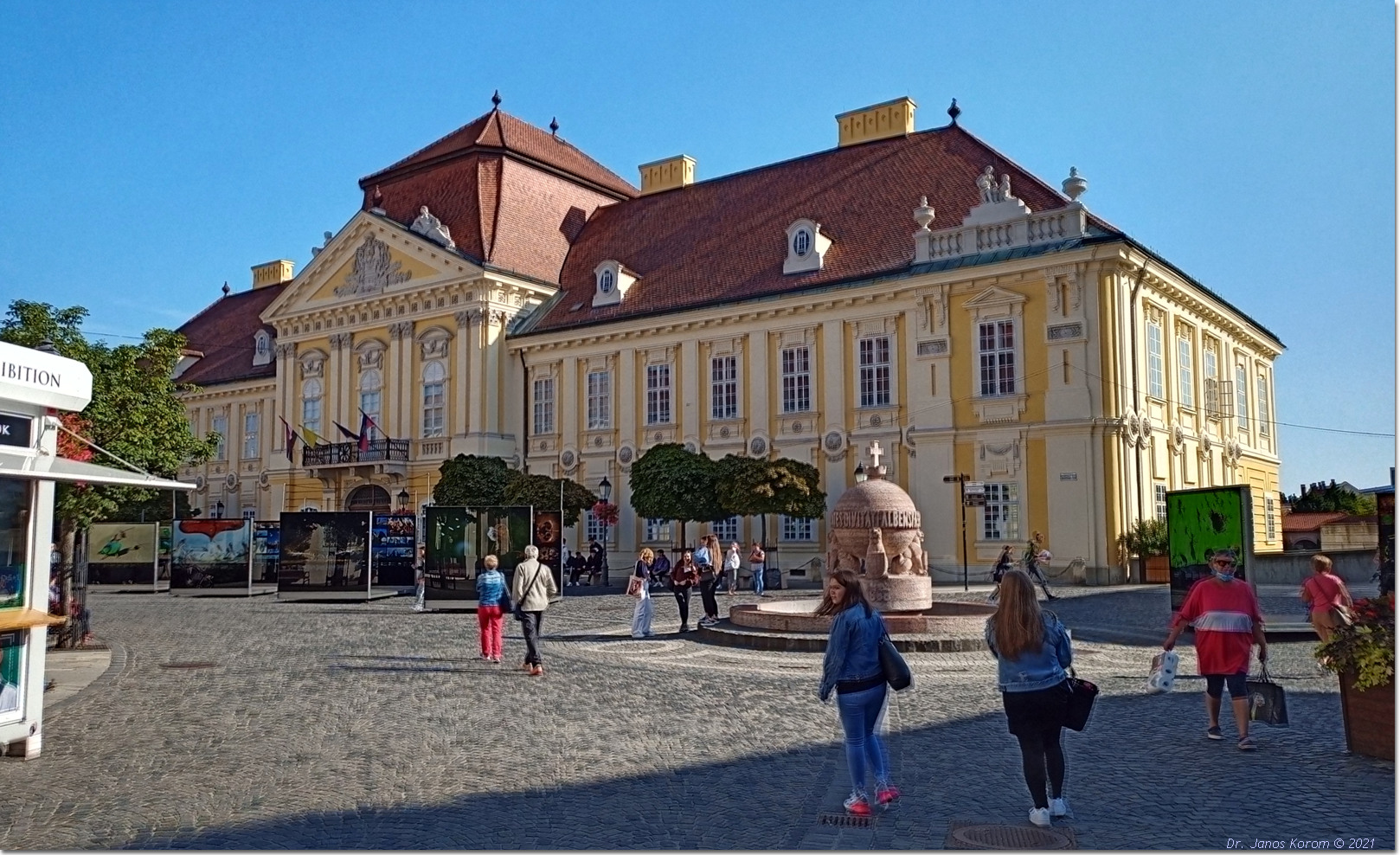
Székesfehérvár, a királyok városa

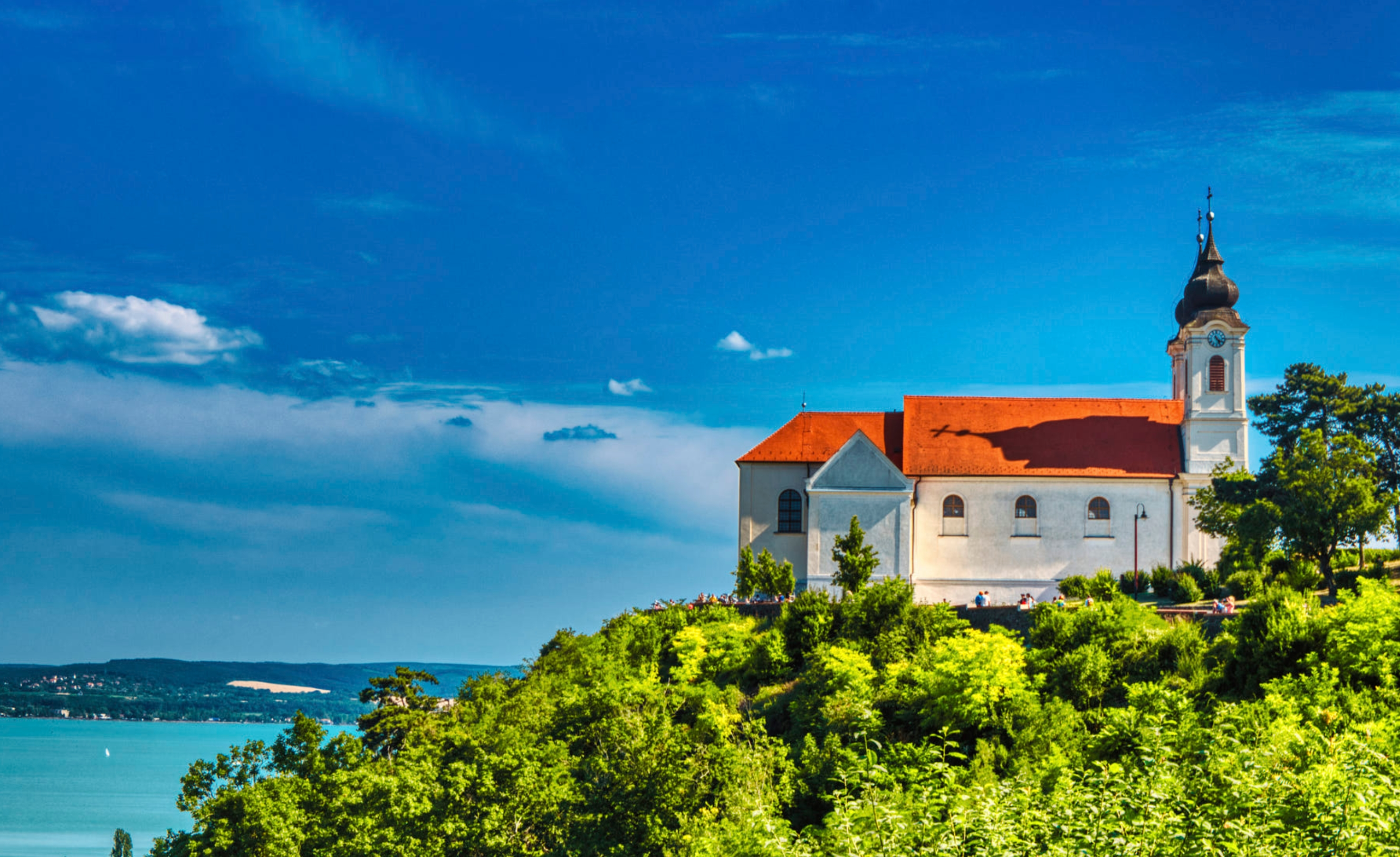
Tihany

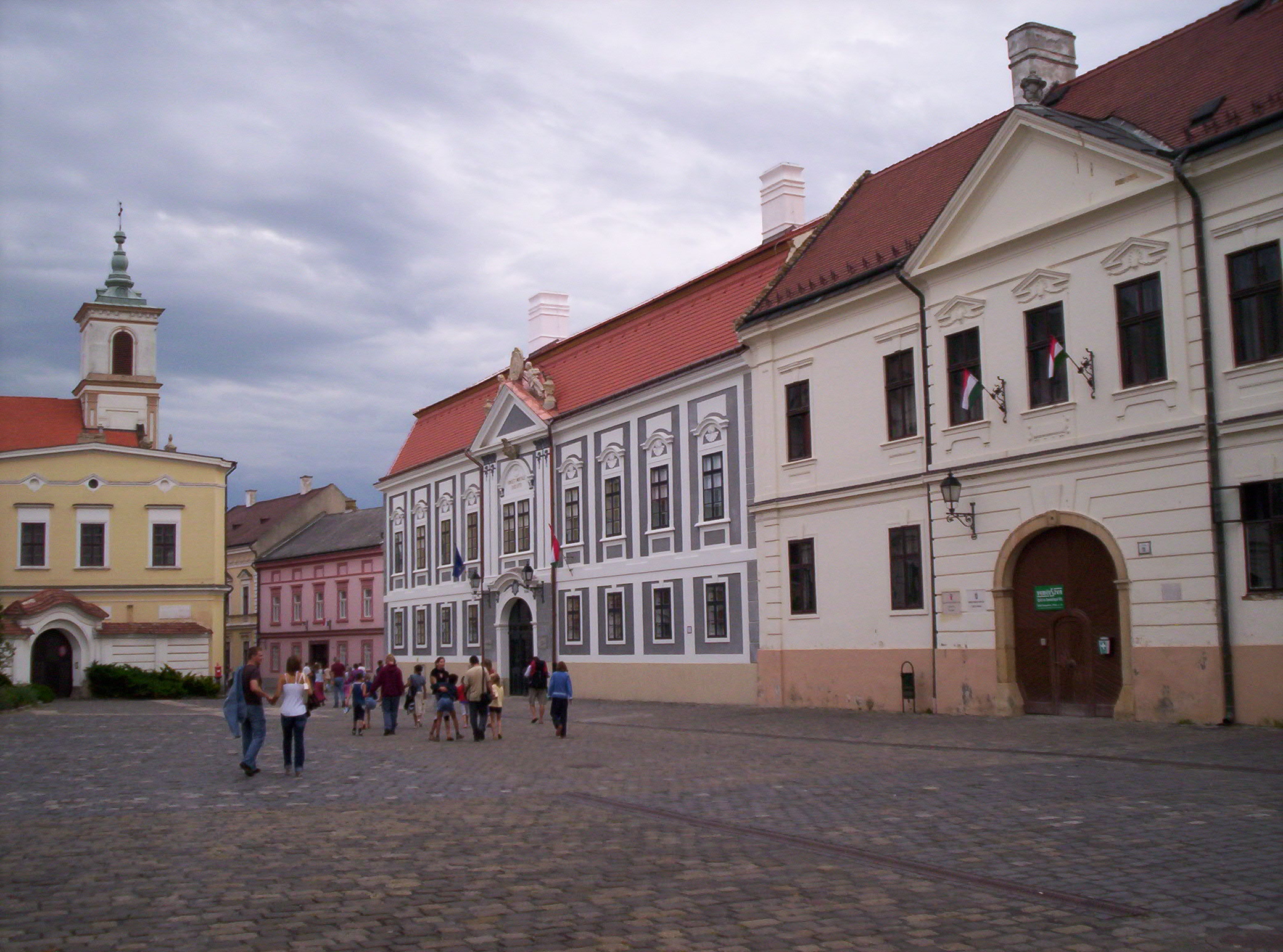
A veszprémi várnegyed

A közép-dunántúli régió területének legnagyobb része megegyezik az Közép-Dunántúl turisztikai régióval, kivéve két kisebb területet: Esztergom és környéke a Budapest–Közép-Duna-vidék turisztikai régióhoz tartozik, Veszprém vármegye legdélibb, balatonparti és balatonfelvidéki területe pedig a Balaton turisztikai régió részét képezi.
Fejér vármegye

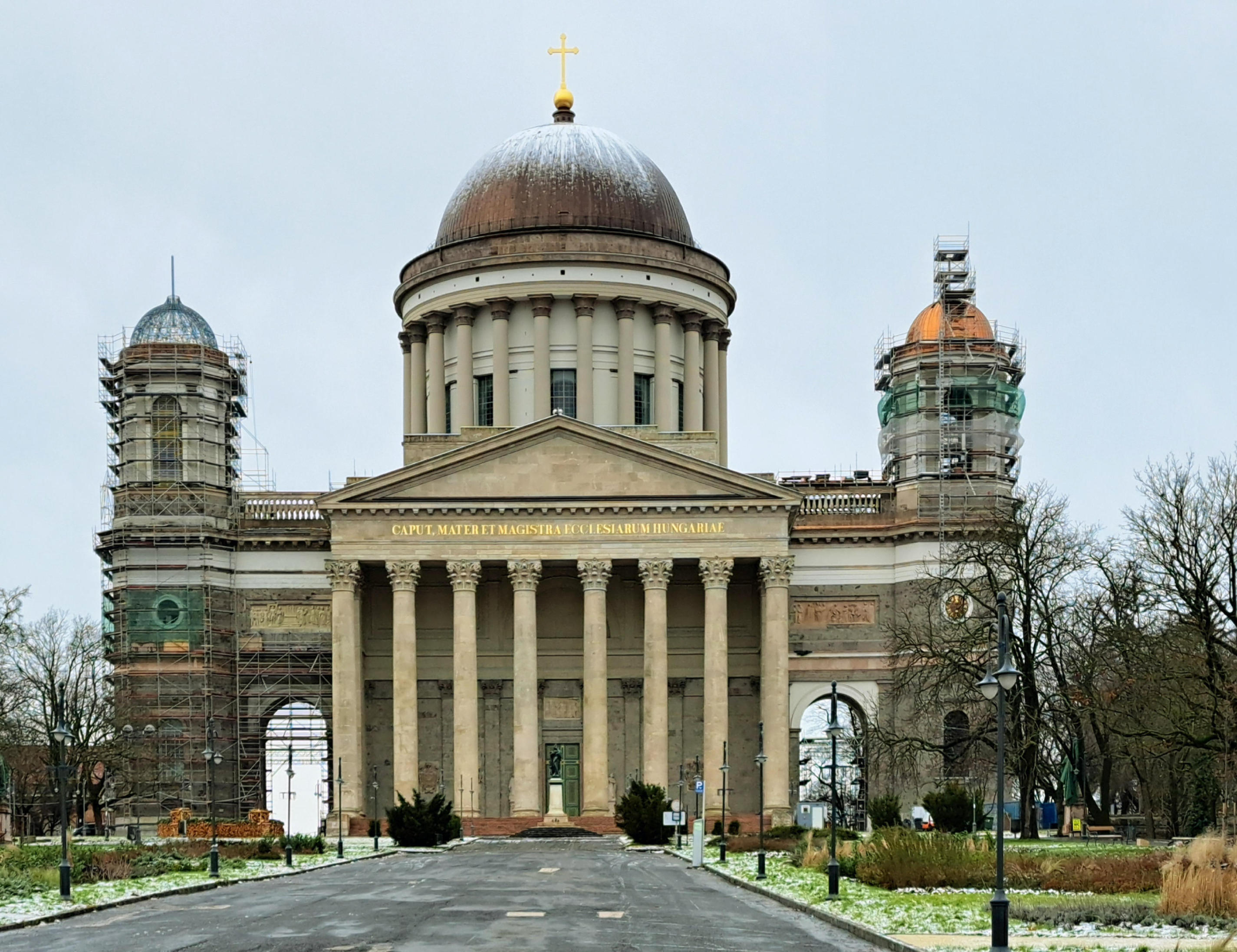
Az esztergomi bazilika

A megye turisztikai vonzerejét a műemlékekben gazdag Székesfehérvár, a Velencei-tó üdülő- és kirándulóövezete, a gorsiumi régészeti park, valamint a Vértes és a Velencei-hegység természetvédelmi területei jelentik. Fejér vármegye bővelkedik műemléki látnivalókban. Híresek kastélyai, melyek közül nem egy régi fényében látható. Például: fehérvárcsurgói Károlyi-kastély, martonvásári Brunszvik-kastély, seregélyesi Zichy–Hadik-kastély, dégi Festetics-kastély, nádasdladányi Nádasdy-kastély, zichyújfalui Zichy-kastély.
Lásd még: Fejér vármegye turisztikai látnivalóinak listája
Komárom-Esztergom vármegye
A megye fő turisztikai vonzerejét az ezeréves Esztergom műemlékei, a Dunakanyar, a Visegrádi-hegység, a Vértes és a Gerecse erdővel borított tájai adják. Sok turista keresi fel a tatai várat és Öreg-tavat, a világörökséglistára jelölt komáromi erődrendszert, a vértesszőlősi ősemberleleteket, a majki műemlékegyüttest és a bábolnai állami ménest.
Lásd még: Komárom-Esztergom vármegye turisztikai látnivalóinak listája
Veszprém vármegye
Veszprém vármegye fő turisztikai vonzerejét a Balaton partja és a Balaton-felvidék népművészeti és természeti értékei, a gyógyvizek, a Bakony erdőségei, a tapolcai tavasbarlang, a műemlékekben gazdag történelmi városok (Veszprém, Tihany, Pápa), a híres arborétumok (Badacsonytomaj, Zirc), a kastélyok és romantikus várromok (cseszneki vár, Nagyvázsony, sümegi vár, Szigliget és Várpalota) jelentik. A borkedvelőket Badacsony, Csopak és Somló mintegy 6000 hektáros szőlőültetvényei, számos borászati üzem és magánpincészet várja. A megye a vitorlázás, lovaglás és sárkányrepülés egyik fő központja. Turisztikailag jelentős hagyományos termékek a herendi porcelán, az ajkai kristály és a pápai sonka. 
Sok turistát vonz a vármegye országos hírű művészeti fesztiválja, a Művészetek Völgye, amely július végén, augusztus elején egy héten át zajlik hat településen (Kapolcs, Vigántpetend, Taliándörögd, Monostorapáti, Öcs és Pula).
Lásd még: Veszprém vármegye turisztikai látnivalóinak listája

## Külső hivatkozások
- Hivatalos honlap
- Üzleti portál és magazin
- Közép-Dunántúli Regionális Fejlesztési Ügynökség Kht. Archiválva 2010. február 23-i dátummal a Wayback Machine-ben